# Smerinthus minor
Smerinthus minor là một loài bướm đêm thuộc họ Sphingidae. Nó được miêu tả bởi Mell năm 1937. Sải cánh dài 70–80 mm.